# Zwischen Abend und Morgen (1935)
Zwischen Abend und Morgen ist ein französisches Filmdrama aus dem Jahre 1935 von Marcel L’Herbier mit Victor Francen und Annabella in den Hauptrollen. Der Film basiert auf dem patriotischen Theaterstück La Veille d'armes (1917) von Claude Farrère und Lucien Népoty.

## Handlung
Kapitän de Corlaix steht als Kommandant dem französischen Marinekreuzer Alma, der in Toulon vor Anker liegt, vor und wartet auf den Befehl, zu einer geheimen Mission aufzubrechen. Ihm zugeteilt wird der junge und smarte Oberleutnant zur See d'Artelles, der einst in enger privater Bindung zu der heutigen Kapitänsgattin Jeanne stand. Die ist wenig erfreut, als sie ihren einstigen Geliebten an Bord im Rahmen einer Festivität wieder sehen muss. Denn heute ist die lebenslustige junge Frau mit ihrem eher gesetzten, ernsten und deutlich älteren Mann glücklich verheiratet, und diese Wiederbegegnung könnte allenthalben Fragen aufwerfen und zu Komplikationen führen. Daher behauptet Jeanne auch ihrem angesichts Jeannes großer Nervosität argwöhnisch werdenden Gatten wahrheitswidrig gegenüber, dass sie d'Artelles nie zuvor begegnet sei. Um ihren einstigen Liebhaber zu beschwören, fortan ihre Notlüge mitzutragen, auf dass keine private Rivalität auf hoher See zwischen ihrem Mann und dem Oberleutnant entstehen kann, versteckt sie sich in d'Artelles‘ Kajüte, in der Hoffnung, bei späterer Gelegenheit eine Aussprache mit ihm führen zu können. Versehentlich wird die Kapitänsgattin vom Offiziersburschen Leduc dort eingeschlossen, sodass sie nicht mehr von Bord gehen kann, als ihr Mann, zu neuer Mission entsandt, mit seinem Schiff überstürzt ablegen will. Das Ziel: die Alma soll in fremde Gefilde vorstoßen, um in einer französischen Kolonie einen Aufstand der Einheimischen niederzuwerfen.
Kapitän de Corlaix beendet daraufhin den Ball und fordert die Gäste auf, sein Schiff zu verlassen. Als d'Artelles in seine Kajüte zurückkehrt, ist er sehr erstaunt darüber, dort die eingeschlossene Jeanne vor zu finden. Die gerät dadurch in Bredouille, denn wie soll sie ihrem Mann ihre Anwesenheit auf dem Schiff erklären? D'Artelles hat mit dem Thema Jeanne abgeschlossen; er plant, sie bei der nächstmöglichen Anlandung der Alma in Biserta von seinem Burschen Leduc an Land bringen zu lassen. Doch es geschieht anders: Wenig später kommt es zu einem schweren Seegefecht mit dem Kaperschiff der Aufständischen, der Stemko, bei dem die Alma schwer getroffen wird. Alle müssen von Bord, und auch Kapitän de Corlaix verlässt, als Letzter, besinnungslos und schwer verwundet, seinen Kreuzer. Wieder daheim, muss er sich vor einem Militärgericht dafür verantworten, sein Schiff aufgegeben und final verloren zu haben. Es steht schlecht um ihn, denn der Erste Offizier hat in der Schreckensnacht der Schlacht sein Gedächtnis verloren, das Logbuch liegt ebenfalls auf dem Meeresgrund, und Oberleutnant zur See d'Artelles ist im Kampf gefallen. Jeanne entschließt sich daher, vor Gericht auszusagen. Sie gesteht ihre Anwesenheit an Bord und nennt auch die Gründe dafür – alles, um ihren Mann und seine Ehre zu retten. Ein von d'Artelles kurz vor seinem Tode verfasster Brief tut sein übriges. Kapitän de Corlaix ist rehabilitiert und die Ehe mit Jeanne vor dem Schlimmsten bewahrt.

## Produktionsnotizen
Zwischen Abend und Morgen entstand, mit Unterstützung der französischen Kriegsmarine und mit Außenaufnahmen in Toulon, ab August 1935 und wurde am 13. Dezember desselben Jahres in Paris und Brüssel uraufgeführt. Die deutsche Premiere war am 7. Mai 1936. In Österreich lief der Streifen im Januar 1937 an und wurde ab dem 12. Februar 1937 unter dem Titel Aufruhr im Mittelmeer auch in einer deutsch synchronisierten Fassung gezeigt. Dort gab es sowohl bei den Besuchern als auch in den Besprechungen in der Presse überaus positive Reaktionen, wie das Deutsche Kino-Journal zu berichten wusste.
Die Filmbauten entwarf Robert Gys, die Kostüme stammen von Jacques Manuel.

## Auszeichnung
Auf der Biennale in Venedig erhielt Hauptdarstellerin Annabella 1936 den Volpi-Pokal als Beste Hauptdarstellerin.

## Wissenswertes
Von dem Theaterstück gab es vor diesem Film drei weitere Kinoversionen: Veille d’armes (1925) von Jacques de Baroncelli, Night Watch (USA 1928) von Alexander Korda und The Woman from Monte Carlo (1931) von Michael Curtiz, der einzigen Hollywood-Produktion Lil Dagovers.

## Kritiken
„Dies ist sicherlich der beste Film, den Monsieur Marcel L'Herbier uns seit langem geschenkt hat.“

In der Publikation Der gute Film ist zu lesen: „Der Film fällt durch seine gesunde und auch künstlerisch bemerkenswerte Gestaltung des von den Franzosen oft variierten Themas ‘Ehedreieck’ auf. (…) Der Film vermeidet, auch in der Schlachtszene, jede unkünstlerische Übertreibung. Das Milieu ist echt, ungezwungen gebracht, diese Menschen haben Fleisch und Blut. Die Sicherheit der Regie, die Sorgsamkeit des Handlungsaufbaues, das Einhalten künstlerischen Maßes ist wirklich zu loben. (…) Die Darstellung ist ausgezeichnet, der Dialog wirksam angeordnet …“

“Despite its complexity, the story is fairly believable, with the exception of the grafted-on romantic subplot.”

„Trotz ihrer Komplexität ist die Geschichte ziemlich glaubwürdig, mit Ausnahme der aufgepfropften romantischen Nebenhandlung.“

Die Österreichische Film-Zeitung lobte: „Annabella schafft eine unvergeßliche Frauengestalt, beseelt von einer zu jedem Opfer bereiten großen Liebe. Um sie ein Ensemble hervorragender Darsteller. Großartige Szenen eines Seekampfes.“